# Сьверчина (Каліський повіт)
Сьверчина (пол. Świerczyna) — село в Польщі, у гміні Бжезіни Каліського повіту Великопольського воєводства.
У 1975-1998 роках село належало до Каліського воєводства.